# 大唐内典録
『大唐内典録』（だいとう ないてんろく）とは、中国唐の道宣が編纂した仏教経典目録（経録）である。10巻。略称は「内典録」、俗称「道宣録」である。

## 概要
664年（麟徳元年）に、道宣の住寺である長安の西明寺で成立した。後漢から唐初期までの漢訳経典の目録である。隋代成立の「歴代三宝紀」、「衆経目録」（法経録）、「衆経目録」（仁寿録）の三書を下敷きにし、西明寺の経蔵を参考にして編纂された。本書の特徴は、従来は別個に編纂されていた訳経年代順の編年目録と、現在入蔵している経典の分類目録とを初めて併載した点に認められる。その後の経録は、この体裁にならって編纂されるようになった。

## 構成
1. 歴代衆経伝訳所従録　　　 （巻1-巻5）
2. 歴代翻本単重人代存亡録　 （巻6、巻7）
3. 歴代衆経見入蔵録　　　　 （巻8）
4. 歴代衆経挙要転読録　　　 （巻9）
5. 歴代衆経有目闕本録　　　 （以下、巻10）
6. 歴代道俗述作注解録
7. 歴代諸経支流陳化録
8. 歴代所出疑偽経論録
9. 歴代所出衆経録目
10. 歴代衆経応感興敬録

1.が「歴代三宝紀」に基づいた部分。2.が「仁寿録」による部分。3.は西明寺経蔵の現蔵入蔵目録。6.は中国で僧俗の手によって述作された仏教関係文献目録である。
従来、智昇による「開元釈教録」が成立すると、そちらが大蔵経（一切経）の標準目録となり、大蔵経の巻数も、たとえ実際の巻数に差異が認められたとしても、「開元録」の5,048巻を以って言い習わされる程となった。そのため、唐代においても、「開元録」を用いるのが一般的であったと漠然と推測されてきた。
しかし、最近になって、敦煌文献中の蔵経類に対する研究が進み、「開元録」の成立以降の年代の一切経であっても、「内典録」によって経典を排列していたことが判明した。よって今日では、唐代においては、後代の「開元録」に基づいた印刷大蔵経とは異なり、本書に基づいた経典の整理が行なわれていたことが明らかとなっている。

## テキスト
- 『大正新脩大蔵経』巻55「目録部」